# Padri e figli (miniserie televisiva 1986)
Padri e figli (Väter und Söhne - Eine deutsche Tragödie') è una miniserie televisiva di coproduzione italo-franco-tedesca trasmessa per la prima volta nel 1986 dalla WDR. Raiuno la mandò in onda in prima visione nel 1987, per sei domeniche consecutive alle 20:30, dal 18 ottobre al 22 novembre.

## Trama
Germania, 1911. Friedrich Deutz, rampollo di una facoltosa dinastia di industriali chimici, rientra dalla sua lunga permanenza in USA, dove è stato inviato dai parenti per troncare la relazione con la cognata, in occasione dei festeggiamenti per il venticinquennale dell'azienda di famiglia, fondata dal padre Carl Julius Deutz. Dalla sua esperienza americana Friedrich ha ricavato una aggressiva e spietata mentalità imprenditoriale. La sua prima rivoluzionaria proposta è quella di una coalizione che veda coinvolte le principali industrie chimiche tedesche, in modo da impedire alle concorrenti straniere di penetrare nel mercato nazionale. I suoi progetti sono però ostacolati da Carl, che possiede una visione ancorata alla tradizione. L'evolversi degli eventi internazionali e nazionali sembrerà andare nella direzione auspicata dal più giovane: in seguito allo scoppio del primo conflitto le varie aziende si riuniranno sotto il marchio IG e, nel dopoguerra, finiranno per sostenere il nascente regime nazista.

## Produzione
La preparazione della miniserie durò circa cinque anni. Bernhard Sinkel volle coinvolgere un prestigioso cast internazionale per conferire un notevole tasso spettacolare al lavoro. Le riprese ebbero luogo dal novembre 1984 al luglio 1985 in varie località all'epoca in territorio sovietico, nell'allora Germania Ovest, a Monaco di Baviera (in particolare il castello Faber-Castell), Salisburgo, Heidelberg e a Schloss Stein presso Norimberga. Per le vicende narrate il regista e sceneggiatore si ispirò alla biografia della propria famiglia: infatti un suo prozio fu processato a Norimberga per i suoi legami con il governo nazista, in quanto membro del consiglio di amministrazione dell'industria chimica IG Farben. In Germania Ovest la miniserie ottenne un notevole successo al suo primo passaggio televisivo.